# یواس‌اس رابرت اچ مک‌کارد (دی‌دی-۸۲۲)
یواس‌اس رابرت اچ مک‌کارد (دی‌دی-۸۲۲) (به انگلیسی: USS Robert H. McCard (DD-822)) یک کشتی بود که طول آن ۳۹۰ فوت ۶ اینچ (۱۱۹٫۰۲ متر) بود. این کشتی در سال ۱۹۴۵ ساخته شد.